# Günter Ostarek
Günter Ostarek (* Oktober 1946) ist ein ehemaliger deutscher Handballspieler und -trainer.

## Werdegang
Der Erzgebirgler Ostarek war Handball-Auswahlspieler der Deutschen Demokratischen Republik. Auf Vereinsebene spielte er für DHfK Leipzig und für die HSG Freiberg. Er studierte an der Deutschen Hochschule für Körperkultur (DHfK) in Leipzig und erlangte 1973 seinen Diplomabschluss, der Titel seiner Abschlussarbeit lautete Untersuchungen über die Weiterentwicklung der Techniken bei Körpertäuschungen im Hallenhandball. Er war ab 1979 Trainer der Männermannschaft der HSG Freiberg und war auch in der Nachwuchsarbeit beschäftigt: 1984 führte er die C-Jugend des Freiberger Vereins bei der DDR-Meisterschaft auf den dritten Platz. Später war Ostarek auch in der Bundesrepublik tätig: 1987 wurde er Trainer des Damen-Bundesligisten Bayer Leverkusen und blieb bis Ende Januar 1988 im Amt. Zeitweilig war Ostarek Geschäftsstellenmitarbeiter bei der TG Neuss.
Ostarek ließ sich im niederbayrischen Simbach am Inn nieder. Dort brachte er sich unter anderem als Vorstandsmitglied in die Arbeit des Förder- und Freundeskreis des Simbacher Handball-Sports ein. In den 2000er und 2010er Jahren war er Trainer der Damen des SV Wacker Burghausen.
Im September 2017 wurde der hauptberuflich als Therapieleiter in einer Reha-Klinik tätige Ostarek Trainer der Herrenmannschaft des TV Altötting (Bezirksoberliga), seine Amtszeit dauerte nur bis Anfang November 2017. Später betreute er die Damen der TuS Pfarrkirchen sowie die Altöttinger Damen.